# Pantaleonowo
Pantaleonowo – dawna wieś, obecnie dzielnica Grodziska Wielkopolskiego.
Wieś leżała na wschód od Grodziska Wielkopolskiego, przy drodze krajowej nr 32. W 2000 r. powiększono znacznie obszar Grodziska Wielkopolskiego, w granicach administracyjnych miasta znalazło się także Pantaleonowo.
W okresie Wielkiego Księstwa Poznańskiego (1815-1848) folwark Pantaleonowo należał do wsi mniejszych w ówczesnym powiecie bukowskim, który dzielił się na cztery okręgi (bukowski, grodziski, lutomyślski oraz lwowkowski). Folwark Pantaleonowo należał do okręgu grodziskiego i stanowił część majątku Grąblewo, którego właścicielem był wówczas Tadeusz Bieczyński. W skład majątku Grąblewo wchodziły ponadto Strzelce. Według spisu urzędowego z 1837 roku folwark liczył 24 mieszkańców i 2 dymy (domostwa).